# Rastni hormon
Rastni hormon ali somatotropin (tudi somatotropni hormon, kratica STH, angleško growth hormone, GH) je hormon adenohipofize, sestavljen iz 191 aminokislin (pri človeku), ki so razporejene v enojni verigi in tvorijo glede na živalsko vrsto 2-4 disulfidne mostičke. Te razlike v aminokislinski sestavi so pomembne, saj STH določene vrste ne učinkuje na drugo. V človeški hipofizi in krvi se nahaja v mono-, di- in trimerni obliki (najbolj aktivna je monomerna oblika).
Izloča se pulzirajoče, v sunkih, ki trajajo od nekaj minut do nekaj ur. Zelo intenzivno se izloča ponoči, med spanjem (nekateri avtorji navajajo posebno intenzivno sekrecijo v 3. in 4. fazi spanja, nekateri v fazi REM - rapid eye movement). Pri ljudeh je nočna sekrecija intenzivnejša pri otrocih in adolescentnih kot pri odraslih; približno 20-40 % dnevne količine STH se izloči v prvih 90 minutah spanja.
Ima izredno pomembne naloge: v vseh življenjskih obdobjih vpliva na rast, razvoj in obnovo vseh telesnih tkiv, uravnava pa tudi določene vidike presnove beljakovin, ogljikovih hidratov in maščob. Naravno izločanje rastnega hormona iz hipofize je najbolj intenzivno pri starosti do 20 let, nato pa se količina hormona zmanjšuje od 10-15 % vsako naslednje desetletje. Največ se ga izloči med spanjem. Tudi teorija o hujšanju v spanju, temelji prav na proizvodnji rastnega hormona. Oseba pri dvajsetih letih proizvede povprečno 500 mcg rastnega hormona na dan, pri osemdesetih letih pa le še 25 mcg.
Vpliv hormona na telo

- Rastni hormon stimulira rast mnogih tkiv v telesu, saj se pod njegovim vplivom povečuje število celic in tudi njihov volumen (zato je tudi edini hormon, ki dejansko pomlajuje) 

- povečanje sproščanja maščobnih kislin iz maščobnih celic in porabe teh maščobnih kislin za energijo

- zmanjšuje dvig krvnega sladkorja, povečanje proizvodnje vezivnega tkiva 

- spodbuja rast hrustanca

- izboljša spanje 

- vpliva na lepo kožo

 
- poveča telesno in umsko zmogljivost

- ljudje, ki imajo dovolj rastnega hormona imajo manj srčno-žilnih obolenj, (npr. ateroskleroza oz. poapnenje žil)

- pomaga pri stresu

- sodeluje s spolnimi hormoni ter pomaga pri izločanju ščitničnih hormonov 

- nadgrajuje telesno maso 

- razgrajuje maščobo in pozitivno vpliva na debelino kože 

Pomanjkanje hormona povzroča

- zmanjšana mišična in kostna masa

- povečana količina maščobnega tkiva

 
- zmanjšana mišična moč in telesna zmogljivost

 
- povečanje dejavnikov za nastanek ateroskleroze (poapnenje žil) 

- obolevanje in umiranje  za srčno-žilnimi boleznimi 

- postarana koža 

- celulit 

- bolečine v sklepih